# چهارده‌به‌در
چهارده‌به‌در اصطلاحی است که به جای سیزده‌به‌در در مواردی به کار می‌رود و منظور آن گشت و گذار در طبیعت در روز ۱۴ فروردین است. در خرم‌آباد رسم است که به جای سیزدهم فروردین، روز چهاردهم به تفریح در طبیعت اختصاص می‌یابد و آن را گاه چهارده‌به‌در می‌نامند. مردم خرم‌آباد ۱۳ فروردین را در خانه می‌مانند و آن را سیزده غریب می‌نامند. این به این مفهوم است که در این روز مردم غیر بومی خرم‌آباد برای تفریح بیرون می‌روند و خود خرم‌آبادی‌ها یک روز بعد به دامن طبیعت می‌روند.